# Belastingfraude
Belastingfraude of belastingontduiking is fraude met betrekking tot belastingen, of preciezer het bewust overtreden van de fiscale wet, met als doel om minder dan het wettelijk verschuldigde bedrag aan belasting te betalen. De fraudeur onthoudt de overheid informatie, door inkomsten of vermogen te verzwijgen, of verstrekt onjuiste informatie, door verzonnen of 'opgeblazen' aftrekposten op te voeren, eventueel met valse facturen. Vervolgens zal de belastingautoriteit ten onrechte minder, of zelfs geen belasting heffen. Belastingfraude is een informatiedelict.
Andere belastingdelicten, zoals het te laat of niet betalen, vallen niet onder het begrip fraude, omdat ze geen betrekking hebben op valse informatieverstrekking.

## Omvang
België loopt jaarlijks 30,4 miljard euro aan inkomsten mis door belastingontduiking..
Italië is koploper belastingontduiking. In 2015 liep Italië 190,9 miljard euro aan inkomsten mis door belastingontduiking.
| Land                | belastingontduiking (miljard €) | belastingontduiking per BBP (%) |
| ------------------- | ------------------------------- | ------------------------------- |
| Italië              | 190,9                           | 23,28                           |
| Duitsland           | 125,1                           | 10,10                           |
| Frankrijk           | 117,9                           | 11,09                           |
| Verenigd Koninkrijk | 87,5                            | 9,63                            |
| Spanje              | 60,0                            | 14,71                           |
| Polen               | 34,6                            | 21,66                           |
| België              | 30,4                            | 14,99                           |
| Nederland           | 22,2                            | 8,29                            |
| Griekenland         | 19,9                            | 26,11                           |
| Denemarken          | 17,5                            | 12,84                           |
| Zweden              | 16,9                            | 8,07                            |
| Roemenië            | 16,2                            | 29,51                           |
| Oostenrijk          | 12,9                            | 8,25                            |
| Portugal            | 11,0                            | 16,09                           |
| Finland             | 10,7                            | 10,92                           |
| Hongarije           | 9,1                             | 18,78                           |
| Tsjechië            | 8,8                             | 14,15                           |
| Ierland             | 6,9                             | 10,57                           |
| Slowakije           | 5,4                             | 18,52                           |
| Bulgarije           | 3,8                             | 24,20                           |
| Kroatië             | 3,5                             | 18,43                           |
| Litouwen            | 3,1                             | 24,36                           |
| Slovenië            | 2,6                             | 16,28                           |
| Letland             | 1,7                             | 20,03                           |
| Cyprus              | 1,6                             | 21,61                           |
| Luxemburg           | 1,6                             | 7,98                            |
| Estland             | 1,4                             | 16,99                           |
| Malta               | 0,9                             | 25,42                           |

## Wie er doet aan belastingfraude
De grote controlemogelijkheden van de belastingdienst, het "sliding scale"-mechanisme (geringe wijzigingen in inkomen leiden niet direct tot verhoging), en de meestal geringe bedragen maken het voor particulieren meestal niet interessant om belastingfraude te plegen. De belastingdienst komt er na verloop van tijd meestal toch achter, en de meeste particulieren (behalve particulieren met grote vermogens) kunnen praktisch niet uitwijken naar het buitenland. Bovendien hebben belastingdiensten door belasting- en invorderingsverdragen meestal een lange arm. 
Voor bedrijven en vermogenden ligt dit vaak anders. Ze hebben de middelen en professionele kennis ter beschikking om op professionele wijze fraude te plegen, en hier zal het ook meestal om grote bedragen gaan. Ook is het mogelijk dat de betreffende winst uit illegale activiteiten akomstig is, deze zal dan uiteraard ook niet worden aangegeven of eerst worden witgewassen. Belastingfraude, zwart geld en witwassen zijn dan ook aan elkaar verwante begrippen die vaak door elkaar worden gebruikt.

## Belastingfraude en belastingontwijking
Belastingfraude, ook wel bekend als belastingontduiking, is niet hetzelfde als belastingontwijking. Bij belastingontwijking blijven belastingplichtigen binnen de grenzen van de wet, maar maken zij (eventueel via juridische "constructies") gebruik van zo gunstig mogelijke regelingen. Dit is toegestaan, omdat men binnen de grenzen van de wet in beginsel de fiscaal gunstigste weg mag kiezen. In andere woorden mag men de belastingschuld die men volgens de wet verschuldigd is (materiële belastingschuld) zo klein mogelijk maken. Wanneer men echter de autoriteiten niet in de gelegenheid de belastingschuld te formaliseren (bijvoorbeeld door middel van valse gegevens of zaken verzwijgen), dan pleegt men fraude. Bedrijven plegen vaker belastingontwijking dan belastingfraude. Vooral grote bedrijven doen aan belastingontwijking, dit doen ze door hun activiteiten zo in te richten dat minder belasting verschuldigd is.
De precieze grens tussen belastingontwijking en belastingfraude is niet altijd duidelijk. Het opzoeken van de fiscaal toelaatbare grenzen wordt wel fiscale grensverkenning genoemd. Iedereen wordt echter geacht de wet de kennen en is dus verantwoordelijk; het argument van een belastingplichtige dat de belastingadviseur of advocaat een constructie adviseerde die pas achteraf als illegaal werd beoordeeld zal hem in principe niet redden. Wel zal een belastingadviseur of advocaat in dat geval als medeplichtige worden aangemerkt. Zo werd in 2023 Frank B., de ´fiscalist van de sterren´, opgepakt op verdenking van het opzetten van frauduleuze belastingconstructies voor vermogende artiesten.

## Instrumenten van fraudebestrijding
Een regering, overheid of belastingdienst kan op verschillende manieren belastingfraude tegengaan.

### Wetgeving
- Wetgeving minder fraude-gevoelig maken, waardoor belastingplichtigen niet in de verleiding komen;
- Anti-fraude wetgeving: formeel (strafbepalingen) en materieel (duidelijk aangeven wat wel en niet mag)

### Sancties en vervolging
- Belastingfraude kan bestuursrechtelijk of strafrechtelijk worden afgehandeld door de fiscus. 
  - Bij bestuursrechtelijke afhandeling kunnen direct boetes worden opgelegd, zonder tussenkomst van de rechter, die vaak hoger zijn dan de strafrechtelijke boetes, en direct invorderbaar onder het recht van parate executie.
  - Strafrechtelijke afhandeling is trager, er is in principe een rechtelijke uitspraak nodig, er gelden meer dogma´s en de boetes zijn lager dan in het bestuursrecht. Anderzijds kan de rechter een gevangenisstraf of een andere maatregel opleggen, waarbij de belastingplichtige een (aantekening op zijn) strafblad krijgt. Strafrechtelijke afhandeling is met name voor ernstige delicten, waarbij de belastingdienst aangifte doet, waarna het OM  strafvervolging instelt.

### Bevoegdheden belastingautoriteit
- Belastingautoriteiten hebben verregaande bevoegdheden, zoals toegang tot bank- en andere gegevens, en het recht van parate executie;
- Belastingvorderingen hebben een hoge prioriteit, zowel binnen als buiten faillissement;

### Internationaal recht
- Een overkoepelend verdragsbeleid met andere landen voeren, zodat ook internationale fraude kan worden bestreden. Ook wordt gezamenlijk actie ondernomen tegen landen die belastingfraude faciliteren door bijvoorbeeld weigeren mee te werken met informatieverzoeken of onvoldoende controleren;

Het rechterlijke principe van substance over form en dat van fraus legis, kan belastingconstructies die formeel binnen de wet blijven, maar duidelijk bedoeld zijn om deze te omzeilen, aanduiden als misbruik, waarop de autoriteiten deze constructies alsnog kunnen vervolgen.

## Fraude per belasting bekeken

### Inkomstenbelasting
- Inkomsten of vermogen verzwijgen (zwarte inkomsten of zwart vermogen voor de vermogensrendementsheffing);
- Aftrekposten ten onrechte claimen of verhogen;
- Doen alsof men fiscaal inwoner is van een staat met een(aanzienlijk) lagere belastingdruk zoals bijvoorbeeld belastingparadijzen;
- Ten onrechte bepaalde faciliteiten als investeringsaftrek claimen;
- Het opzettelijk niet doen van aangifte, en de activiteit op niet-traceerbare wijze verrichten (geen facturen, contante betaling etc.).

### Vennootschapsbelasting
- Inkomsten verzwijgen;
- Aftrekposten ten onrechte claimen of verhogen;
- Ten onrechte bepaalde faciliteiten als investeringsaftrek claimen;
- Fraude met betrekking tot de fiscale woonplaats of een onjuiste vestigingsplaats opvoeren, eventueel met behulp van brievenbusvennootschappen;
- Structurering van kasstromen en vennootschappen op een wijze waarbij de belastingdienst een onjuist beeld van de fiscale situatie krijgt;
- Het opzettelijk niet doen van aangifte, en de activiteit op niet-traceerbare wijze verrichten (geen facturen, contante betaling etc.).

### Omzetbelasting
Omzetbelasting (btw) is door het systeem van teruggave van voorbelasting niet erg fraudegevoelig vergeleken met andere heffingen. De ondernemer moet de btw wel afdragen maar hoeft die niet uit eigen zak te betalen, dus hij heeft in principe geen belang bij fraude. Opzettelijk geen aangifte doen, wat voor de IB en Vpb kan lonen, levert een ondernemer voor de BTW vooral nadeel op omdat hij zijn voorbelasting dan niet terugkrijgt. Wanneer er echter in de btw gefraudeerd wordt, gaat het vaak om zeer grote bedragen.
- Carrouselfraude, het voortdurend doorleveren van goederen in een groep van vennootschappen, waarvan de meeste leeg zijn, maar soms ook bonafide (maar onwetende) ondernemers tussen zitten. Er kan dan voortdurend (ten onrechte) btw worden teruggevraagd, tot de autoriteiten de constructie oprollen. Het bijzondere aan deze vorm van fraude is niet zozeer dat de staat inkomsten 'misloopt', maar dat het de staat zelfs geld kost, namelijk de ten onrechte teruggevraagde voorbelasting.
- Een andere vorm van fraude is "slepen". In de aangifteperiode worden niet (alle) betrokken facturen opgenomen. Op deze manier houdt men een bedrag aan btw achter hetgeen de liquiditeit van een bedrijf (tijdelijk) ten goede komt. In principe wordt de btw te laat afgedragen (en dit is strafbaar).

### Andere heffingen
- Goederen over de grens smokkelen of "vermommen" als andere goederen om accijnzen te ontduiken.
- Vervalsen van documenten, meters e.d. om de aangegeven hoeveelheid te manipuleren.
- De belastbare activiteit verzwijgen of het opzettelijk niet doen van aangifte.
- Loonbelastingfraude, denk aan zwart uitbetalen van loon. Dit bespaart werkgever en werknemer veel loonbelasting en (pensioen-)premies, en bespaart de werkgever ook administratief werk en kosten. Soms is belastingontduiking niet het primaire doel maar wordt het loon zwart uitbetaald omdat de werknemers geen verblijfsstatus bezitten. Voor werknemers is dit niet onverdeeld gunstig: ze hebben geen ontslagbescherming, en bouwen geen sociale verzekerings- en pensioenrechten op. Van dit laatste kan de werkgever misbruik maken door hen gevaarlijk of ongezond werk te laten doen of hen lange uren te laten maken.